# Мошенська волость
Мо́шенська во́лость — адміністративно-територіальна одиниця (волость) в складі Черкаського повіту Російської імперії, пізніше СРСР, до 1923 року.
Центром волості було село Мошни.
7 березня 1923 року Президія Всеукраїнського Виконавчого Комітету постановила створити Черкаський район, куди увійшли землі Дахнівської, Мошенської та Руськополянської волостей..